# 御牧克己
御牧 克己（みまき かつみ、1947年1月30日 - ）は、日本の仏教学者。京都大学名誉教授。専門はチベット仏教。Ph.D.（パリ第3大学、1975年）。

## 略歴

### 学歴
- 1969年3月 京都大学文学部哲学科卒業（仏教学専攻）
- 1971年3月 京都大学大学院文学研究科宗教学専攻修士課程修了 博士課程進学
- 1972年10月 フランス政府給費留学生（パリ第3大学博士課程に編入学）
- 1975年6月 パリ第3大学インド学専攻博士課程修了

### 職歴
- 1975年12月 京都大学人文科学研究所助手
- 1982年4月 京都大学文学部哲学科助教授（仏教学講座）
- 1992年1月 京都大学文学部哲学科教授（仏教学講座）
- 1996年4月 京都大学大学院文学研究科教授（文献文化学専攻 仏教学専修 東洋古典学講座）
- 2010年 定年退任、名誉教授

#### 学外における役職
- 2006年 日本学士院会員

### 受賞・受勲歴
- 1980年 日本印度学仏教学会賞
- 2020年 瑞宝重光章[1]

## 主な著書
- 『La refutation bouddhique de la permanence des choses（sthirasiddhidusana）et la preuve de la momentaneite des choses（ksanabhangasiddhi）』（Paris, 1976年）
- 『Blo gsal grub mtha'』（Kyoto, 1982年）
- 『大乗仏典 中国・日本篇15 ツォンカパ』（共訳・解説、東京：中央公論社, 1996年）
- 『Bon sgo gsal byed』（Tokyo, 1997年）

### 論文
- CiNii>御牧克己
- INBUDS>御牧克己